# Авиапочтовая наклейка

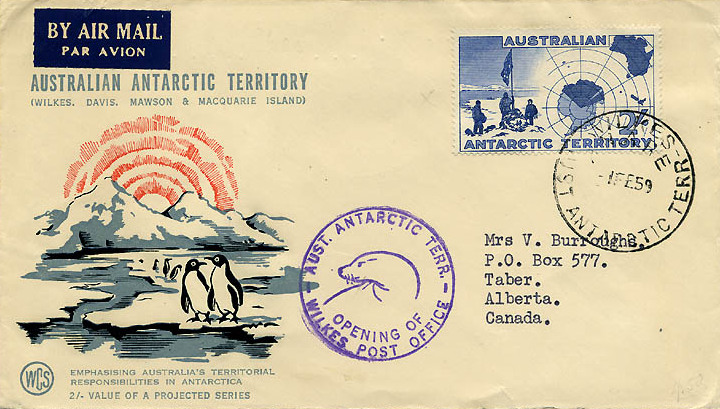
В верхнем левом углу конверта, отправленного в 1959 году из Австралийской антарктической территории в Канаду, наклеен тёмно-синий авиапочтовый ярлык

Авиапочто́вая накле́йка, или авиапочто́вый ярлы́к, — почтовая наклейка, указывающая на пересылку письма или другого почтового отправления авиапочтой.

## История и описание
Применение авиапочтовых наклеек было вызвано стремительным развитием авиапочтовых услуг в различных странах в 1910-е — 1920-е годы. Например, в Нидерландах подобные наклейки появились в 1926 году, а в 1929 году Всемирный почтовый союз (ВПС) предписал однотипный дизайн наклеек — сине-голубой цвет и надпись на двух языках: на языке страны-отправителя и по-французски «PAR AVION».
Как правило, эти наклейки имеют форму вытянутого прямоугольника голубого или синего цвета с надписью белого цвета фр. «PAR AVION» и (или) англ. «BY AIR MAIL», «АВИА» или на другом государственном языке соответствующей страны. Однако в разное время авиакомпании и гостиницы печатали наклейки более изощрённых рисунков и с дополнительным текстом рекламного или информационного характера. Некоторые из них имели довольно привлекательный дизайн.
Правила ВПС относительно авиапочтовых наклеек были нарушены почтовым ведомством США, которое некоторое время назад использовало лишь английскую надпись — англ. «AIR MAIL». Кроме того, в этой стране наклейки печатались двухцветные — красно-синие и содержали изображение «Боинга-707». Наклейки США последних лет полностью соответствуют рекомендациям ВПС.

Международный авиапочтовый маркированный конверт СССР с напечатанным авиапочтовым ярлыком и провизорием Литвы (1991)

## Изготовление и применение
Поскольку авипочтовые наклейки являются, прежде всего, указанием для почтовых служащих и не имеют денежной стоимости, нет нужды в таком строгом контроле за их печатью и распределением, который осуществляется в отношении почтовых марок, и в большинстве случаев они печатаются в частных типографиях.
Авиапочтовую наклейку можно не наклеивать, если на конверте наклеены авиапочтовые марки. Иногда даже в этом нет необходимости в случае, если вся отправляемая за границу почта перевозится по воздуху. Кроме того, на авиапочтовых конвертах ярлык нередко предварительно напечатан типографским способом, что отменяет надобность использования собственно авиапочтовых наклеек.

## Каталогизация
Наиболее ранний каталог авиапочтовых наклеек был издан на французском языке Библиотекой филателистических исследований (Philatelic Research Library) при Американском филателистическом обществе. Его составитель — Фрэнк Мюллер (Frank Muller). В 1947 году вышло второе издание этого каталога.
Недавно в США Группа по изучению почтовых наклеек (Postal Label Study Group) опубликовала «Каталог авиапочтовых наклеек Майра» («Mair Airmail Label Catalog») — 627-страничный труд, в котором представлено 3289 видов наклеек из 201 государства. Имеется семь приложений к этому каталогу, который редактируется Гюнтером Майром из Германии.

Авиапочтовые наклейки некоторых стран мира
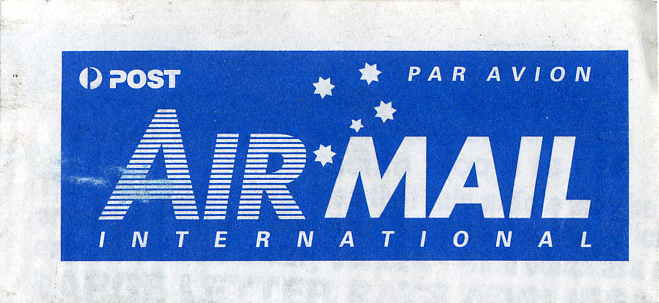
Австралия
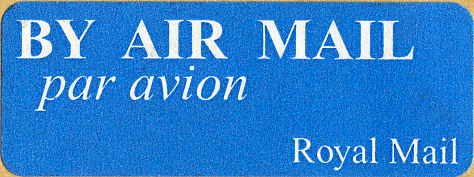
Великобритания
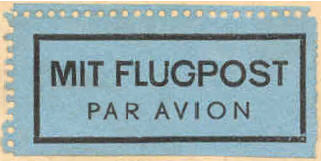
Германия
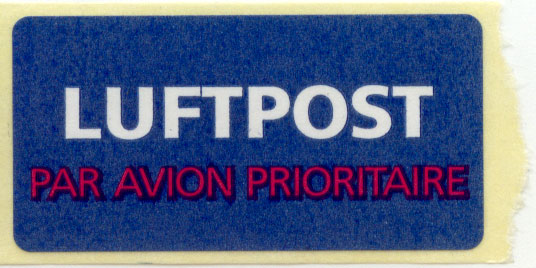
Германия
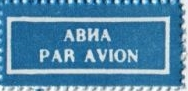
Россия
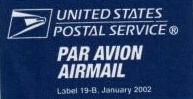
США
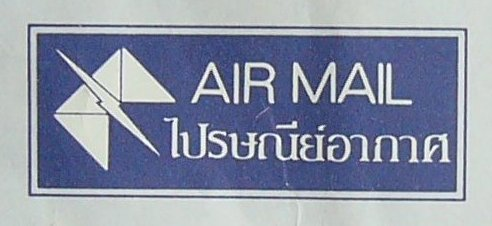
Таиланд
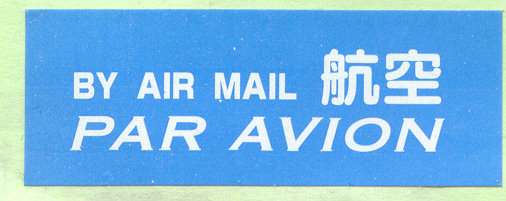
Япония